# David Howard Thornton
David Howard Thornton, född 30 november 1979 i Huntsville i Alabama, är en amerikansk skådespelare. Han är mest känd för rollen som Art the Clown i alla tre Terrifier-filmerna (släppta 2016, 2022 och 2024), som han även har innehaft i bland annat TV-serien Bupkis (2023). Han har också haft flera andra olika roller inom film-, TV- och TV-spelsbranschen, såsom Two Worlds II: Pirates of the Flying Fortress (2011), Ride to Hell: Retribution (2013), Invizimals: The Lost Kingdom (2013), Gotham (2017) och Alma's Way (2021).

## Filmografi (i urval)

### Filmer
- 2016 – Terrifier[2][3][4]
- 2022 – Terrifier 2[2][3][4]
- 2024 – Terrifier 3[5][6]
- 2025 – Screamboat[7][8]

### TV-serier
- 2017 – Gotham (TV-serie) (ett avsnitt)[2]
- 2021 – Alma's Way (TV-serie) (röst, ett avsnitt)[2]
- 2023 – Bupkis (TV-serie) (ett avsnitt)[4][9][10]